# VAM Design Center
Le VAM Design Center est un complexe de bâtiment hongrois situé dans le 6e arrondissement de Budapest. Les 5 000 m2 de surface sont consacrés à des expositions, foires et conférences concernant le design et l'art contemporain.